# Armin Knab

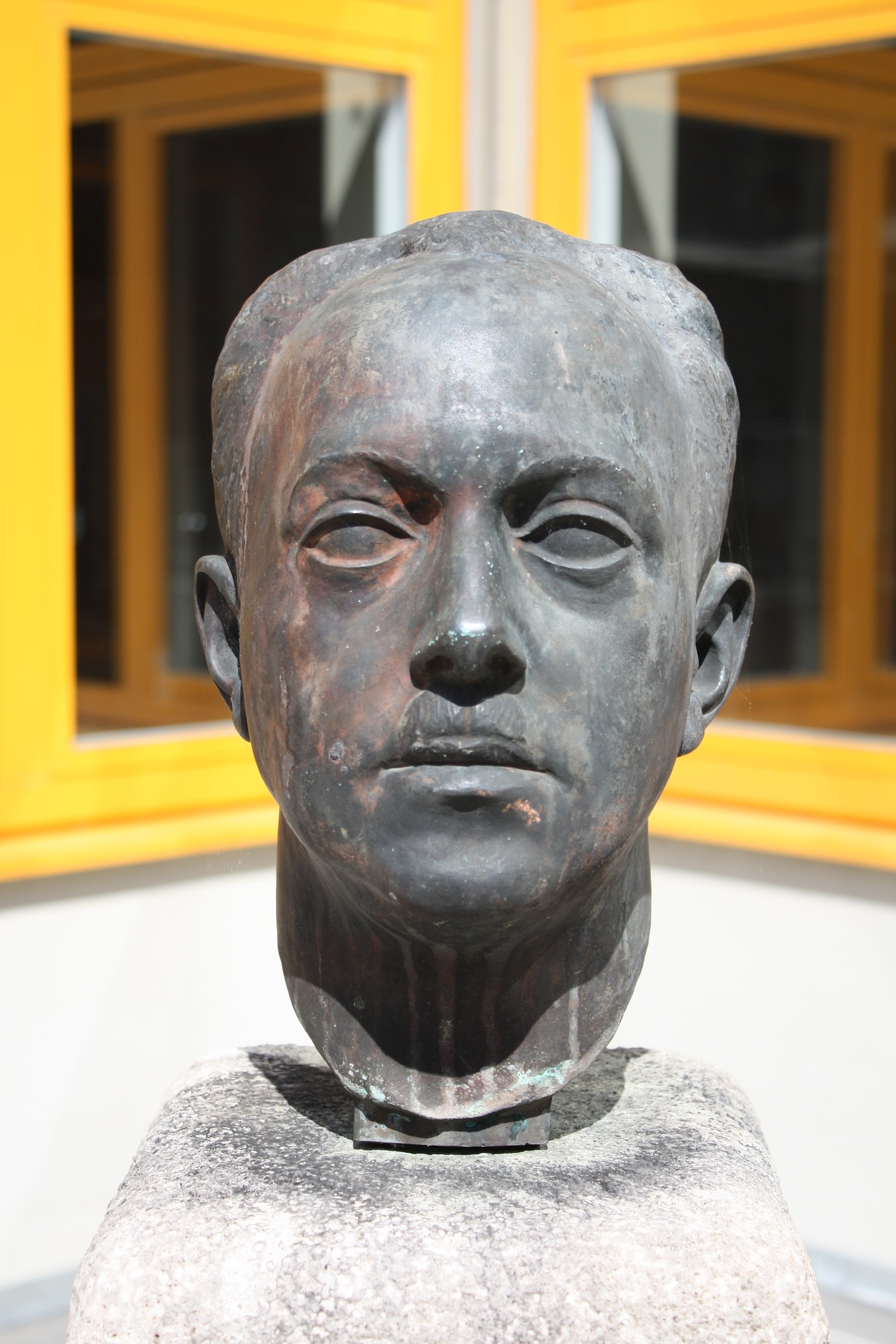
Büste von Armin Knab im Innenhof des Armin-Knab-Gymnasiums in Kitzingen

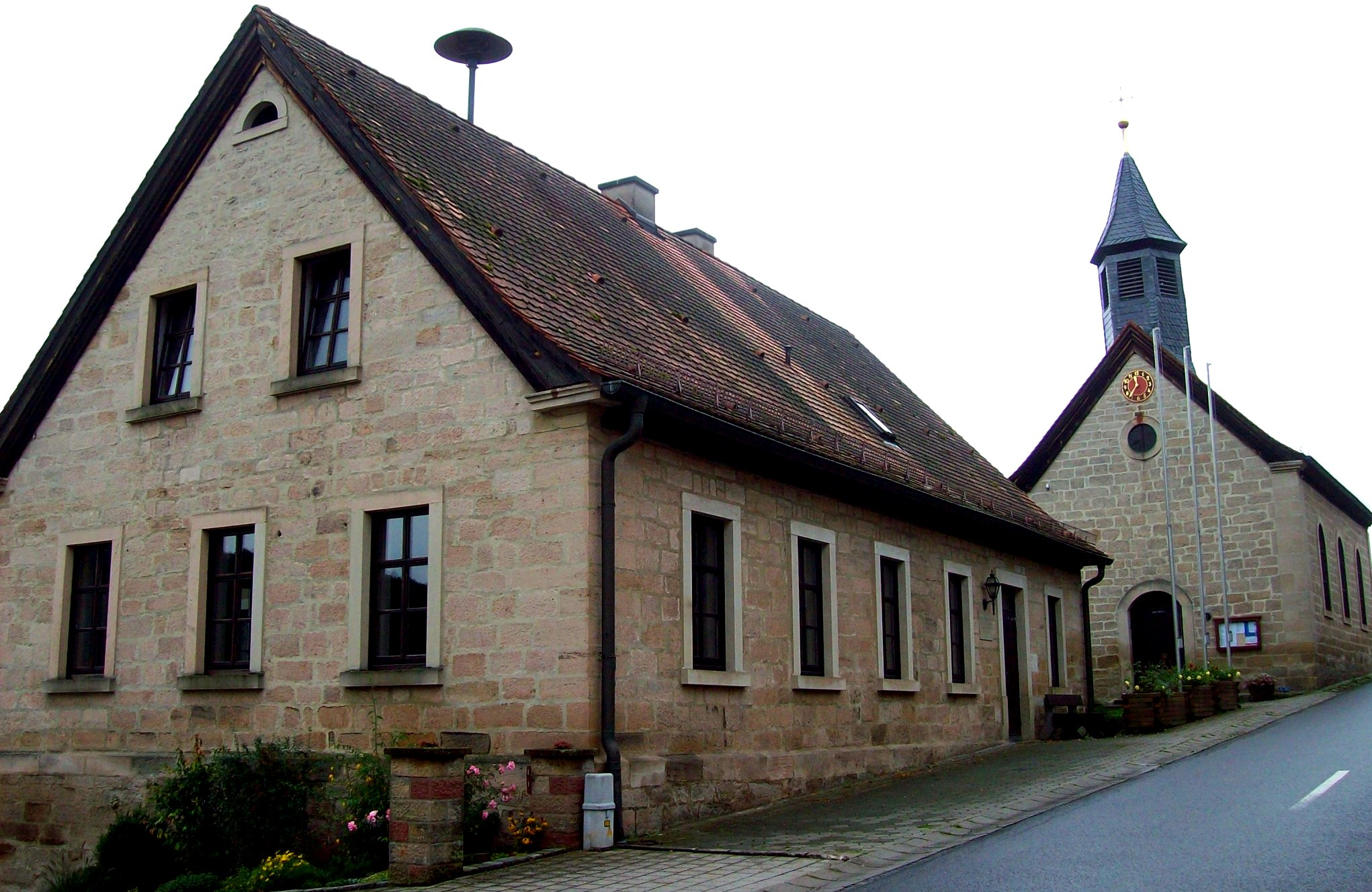
Armin-Knab-Haus, Geburtshaus des Komponisten in Neuschleichach

Armin Knab (* 19. Februar 1881 in Neuschleichach, heute Ortsteil von Oberaurach, Unterfranken; † 23. Juni 1951 in Bad Wörishofen) war ein deutscher Komponist, Musiker und Jurist.

## Leben
Im Schulhaus zu Kitzingen, wohin sein Vater als Lehrer und Leiter des katholischen Singknaben-Alumnats ein Jahr nach der Geburt des Sohnes versetzt worden war, wuchs der Junge auf. Er besuchte dort die „Königliche Lateinschule und Progymnasium“. Nach dem Abschluss des Gymnasiums im Jahr 1900 studierte Knab in Würzburg und München Rechtswissenschaften und Musikwissenschaften. Während seines Studiums wurde er Mitglied der Akademisch-Musikalischen Verbindung Würzburg. 1907 legte er das juristische Staatsexamen ab.
Von 1913 bis 1926 war Armin Knab Amtsrichter in Rothenburg ob der Tauber, ab 1927 Landgerichtsrat in Würzburg. Seit Beginn seiner juristischen Laufbahn wurde er von seinen beruflichen Verpflichtungen derart vereinnahmt, dass er wegen der Doppelbelastung, einerseits Jurist und andererseits passionierter Musiker zu sein, in eine Lebenskrise geriet, die er aber überwand. Er entschied sich für die Musik.
Etwa ab 1920 wurde Armin Knab durch Lieder in der Jugend- und Schulmusikbewegung bekannt. Nach kurzem Wirken in Fürth kehrte er 1927 wieder nach Würzburg zurück, bis er 1934 nach Berlin berufen wurde. Knab war zwar nicht Mitglied der NSDAP, konnte aber ab 1933 als Mitglied im NS-Rechtswahrerbund unter dem Regime als Pädagoge, Musiker und Komponist Karriere machen. Als Dozent für Musiktheorie und Komposition (ab 1935 Professor) an der Staatlichen Hochschule für Musikerziehung und Kirchenmusik in Berlin widmete sich Armin Knab ganz der Musik.
Nach der Zerstörung seiner Wohnung 1943 in Berlin verbrachte Knab die letzten Kriegsjahre und die Nachkriegszeit in Kitzingen. Als er im Frühjahr 1951 in Würzburg endlich eine Wohnung bekam, konnte er sich nicht mehr einleben. Er starb 1951 während eines Kuraufenthaltes in Bad Wörishofen. Sein Grab befindet sich auf dem Alten Friedhof in Kitzingen.

## Werke
Knab ist besonders für seine Klavier- und Lautenlieder, aber auch Chorlieder und Oratorien bekannt. Außerdem vertonte er Gedichte unter anderem von Goethe, Hölderlin und Alfred Mombert. Besonders die Wiederverwendung alter Musikinstrumente und alter Volksmusik, aber auch die Förderung des A-cappella-Gesangs lagen ihm am Herzen.
Seine Werke werden immer wieder durch seine persönlichen Eindrücke und Erlebnisse der Landschaft Frankens durchzogen. Dies kommt besonders in seinem Buch Wanderungen und Reisen in Franken zum Ausdruck. Seine Lieder zeichnen sich laut Zuth durch „feinfühliges Eingehen auf die Wortdichtung und durch melodische Schönheit“ aus.
Knab schrieb zwischen 1905 und 1920 mehrere, meist volkstümliche Liedzyklen, die sich wie folgt gliedern:
- Wunderhorn-Lieder (Volkslieder, meist Kinderlieder)
- Eichendorff-Lieder
- Lieder nach neueren Dichtern (1923)

## Verschiedenes
- 1940: Mainfränkischer Kunstpreis, auch „Max-Reger-Preis“, verliehen vom Würzburger Gauleiter Otto Hellmuth (nicht zu verwechseln mit dem Max-Reger-Kunstpreis des Bezirks Suhl in der DDR).[3]
- 1941: Silberne Stadtplakette der Stadt Würzburg anlässlich seines 60. Geburtstages.[4]
- Im Jahr 1966 erhielt das Gymnasium Kitzingen den Namen Armin-Knab-Gymnasium.
- Die Witwe Paula Yvonne Knab (1892–1985) gründete 1978 die Armin-Knab-Stiftung zur Förderung hochbegabter Studierender der Bereiche Sologesang und Komposition. Die Stiftung wird von der Musikalischen Akademie Würzburg e. V. an der Hochschule für Musik verwaltet. Die Stiftung vergibt zudem Auszeichnungen zur Musikförderung an hervorragende Abiturienten des Armin-Knab-Gymnasiums.
- In Armin Knabs Geburtshaus, der ehemaligen Schule von Neuschleichach-Oberaurach, wurde eine Begegnungsstätte eingerichtet.
- Mitglied der Akademisch-Musikalischen Verbindung Würzburg

## Ausgaben
- Mitten im Garten. Kallmeyer-Verlag, Wolfenbüttel 1922.
- Grüß Gott, du schöner Maie. Eine Frühlingskantate nach Volksliedern für Jugendchor, Einzelstimmen, Sprecher, Blockflöte und Geige von Armin Knab. B. Schott’s Söhne, Mainz-Leipzig 1935, Partitur (Edition Schott 2444), Sing- und Spielpartitur, Chorstimme.
- Aus alten Märchen, Suite für Klavier. Tonger, Köln
- Das Weihnachtsschifflein, eine Weihnachtslieder-Suite für Klavier vierhändig. Tonger, Köln
- Sonne und Regen, achtzehn Klavierstücke und Lieder. Ein „Jugendalbum“ unserer Zeit. Tonger. Köln
- Vom Bäumlein das andere Blätter hat gewollt. Märchenkantate nach dem Gedicht von Friedrich Rückert für Vorsängerin, Jugendchor und Orchester. Ludwig Voggenreiter, Potsdam
- Mombert-Lieder. Für eine Singstimme und Klavier. Opus 6, Heft 1–2. Wunderhorn-Verlag, München 1912
- Lautenlieder (Gesamtausgabe). Möseler Verlag, Wolfenbüttel/Zürich.